# Pseudepipona indecora
Pseudepipona indecora är en stekelart som först beskrevs av Cameron.  Pseudepipona indecora ingår i släktet Pseudepipona och familjen Eumenidae. Inga underarter finns listade i Catalogue of Life.